# Abdoulatifou Aly
Pour les articles homonymes, voir Aly.
Abdoulatifou Aly, né le 12 avril 1960 à Diego-Suarez (Madagascar) et mort le 27 juin 2020 à Mamoudzou (Mayotte), est un avocat et homme politique français. Membre fondateur du Mouvement démocrate (MoDem), il est député de 2007 à 2012.

## Biographie

### Études et carrière professionnelle
Abdoulatifou Aly fait ses études primaires et secondaires à Mayotte, avant de passer son baccalauréat au lycée Leconte-de-Lisle à Saint-Denis de La Réunion, puis de poursuivre des études de droit à l'université Robert-Schuman à Strasbourg, où il devient juriste spécialisé en administration des collectivités territoriales.
Il est ensuite attaché territorial de la Moselle, chargé du budget des actions sociales. En 1988, de retour à Mayotte, il se lance dans la politique avant de devenir chef du bureau des finances à la préfecture puis secrétaire général adjoint du conseil général en 1990 et secrétaire général en 1992.
Avocat au barreau de Mamoudzou, il est condamné en appel le 24 janvier 2013 pour abus de confiance, pour avoir conservé le montant de dommages et intérêts (20 000 euros dans un cas, puis 50 000 euros dans un second cas) destinés à ses clients, dont des mineurs victimes de viols. Il lui est interdit d'exercer le métier d’avocat. Or, n'ayant pas respecté l'obligation d'indemniser ses clients, il exécute à partir de juillet 2014 une peine de six mois d'emprisonnement.

### Parcours politique
Proche du Mouvement populaire mahorais (MPM), il est adjoint au maire de Pamandzi de 1989 à 1995. Suppléant du sénateur Marcel Henry, il devient aussi son assistant parlementaire jusqu'en 2004.
Entre-temps, il devient président du club « Georges-Nahouda », un club de réflexion sur la départementalisation. Il adhère au Mouvement départementaliste mahorais (MDM), sous l'étiquette duquel il est réélu adjoint au maire de Pamandzi en 2001. Il rejoint ensuite « La Force de l'alternance », une dissidence du MDM.
Membre de cette mouvance, il se qualifie pour le second tour des élections législatives de 2007 dans la 1re circonscription de Mayotte et est élu député le 17 juin, avec le soutien et sous l'étiquette du Mouvement démocrate (MoDem), qu'il rejoint entre les deux tours (le MoDem soutenait au premier tour Daroussi Zainadini, également du MDM). Il plaide tout au long de sa campagne pour « l'égalité républicaine », déclarant : « il faut que le droit commun arrive à Mayotte comme partout ailleurs dans la République ». Il bat le député sortant, Mansour Kamardine (UMP), en recueillant 56,29 % des suffrages.
D'abord apparenté au groupe Nouveau Centre à l'Assemblée nationale, il rejoint les autres députés du MoDem (François Bayrou, Thierry Benoit et Jean Lassalle) sur les bancs des non-inscrits, le 29 juin 2007. Comme les trois autres députés de son parti, il n'a pas voté la confiance au gouvernement François Fillon et s'est abstenu.
Il rejoint le bureau de l'Union pour la démocratie française (UDF), composante du MoDem, au cours du congrès de ce parti, le 30 novembre 2007 à Villepinte. Il est ensuite membre du bureau exécutif provisoire du MoDem, jusqu'en juin 2008.
Dans le classement de l'activité parlementaire réalisé par le site Les Infos en mai 2010, il est classé 350e sur 575 députés évalués.
En juillet 2010, Abdoulatifou Aly s'exprime en faveur du projet de loi sur la burqa. Il est chargé de l'Outre-mer, de la coopération et de la francophonie dans le contre-gouvernement que François Bayrou met en place en septembre de la même année,.
Candidat à sa réélection lors des élections législatives de 2012, il subit un échec extrêmement sévère, en n'obtenant que 0,82 % des suffrages, soit 127 voix, un score inédit pour un député sortant. Ce score s'explique notamment par sa faible participation à l'Assemblée nationale et « son incapacité à porter la voix de Mayotte » en métropole. Ses comptes de campagne sont rejetés le 24 mai 2013 par le Conseil constitutionnel, qui le déclare inéligible pour une durée d'un an.

### Fin de vie et mort
Après sa défaite aux élections législatives, il se fait très discret sur le plan politique alors qu’il fait l’objet de poursuites judiciaires et d’un emprisonnement dans le cadre de son activité professionnelle (voir supra). Musulman pratiquant à la fin de sa vie, il participe à des rassemblements dans les mosquées de Mayotte. Adepte de basket-ball malgré sa petite taille (1,60 m), il co-fonde le club des Rapides Éclairs de Pamandzi.
Le 13 janvier 2016, il est agressé par plusieurs individus, vraisemblablement alcoolisés, dans le quartier des Hauts Vallons, près de Mamoudzou.
Abdoulatifou Aly meurt le 27 juin 2020, à l’âge de 60 ans, au centre hospitalier de Mayotte. Selon le rite musulman, l’enterrement a lieu le jour même à Pamandzi.

## Détail des mandats et fonctions

### À l’Assemblée nationale
- 20 juin 2007 – 19 juin 2012 : député, élu dans la 1re circonscription de Mayotte.

### Au niveau local
- 20 mars 1989 – 18 juin 1995 : adjoint au maire de Pamandzi.
- 19 mars 2001 – 16 mars 2008 : adjoint au maire de Pamandzi.